# Enzo Menegotti
Enzo Menegotti (Verona, 13 luglio 1925 – Bolzano, 24 febbraio 1999) è stato un calciatore italiano che ha giocato come centrocampista nelle file del Modena, del Milan, dell'Udinese e della Roma.

## Carriera
Cresciuto nel Modena, collezionando 153 presenze, giocò una stagione nel Milan prima di passare all'Udinese per cinque stagioni. Fu il capitano della squadra che arrivò seconda dietro al Milan e che poi, retrocessa per un illecito di anni prima, collezionò il record di partite utili consecutive tra A e B. Dopo 2 stagioni nella Roma chiude infine la carriera nell'Udinese.
In Nazionale colleziona due presenze, entrambe nel 1955. Nella prima l'Italia batté la Germania campione del mondo. Nel 1948 fu convocato alle olimpiadi di Londra. È stato il primo calciatore dell'Udinese a vestire la maglia azzurra.
Colto da un malore la mattina del 24 febbraio 1999 mentre stava sciando a Corvara, morì all'ospedale di Bolzano nel quale era stato condotto per i soccorsi.

## Statistiche

### Presenze e reti nei club[2]
| Stagione        | Squadra         | Campionato      | Campionato | Campionato | Totale | Totale |
| Stagione        | Squadra         | Comp            | Pres       | Reti       | Pres   | Reti   |
| --------------- | --------------- | --------------- | ---------- | ---------- | ------ | ------ |
| 1946-1947       | Modena          | A               | 8          | 0          | 8      | 0      |
| 1947-1948       | Modena          | A               | 39         | 3          | 39     | 3      |
| 1948-1949       | Modena          | A               | 29         | 2          | 29     | 2      |
| 1949-1950       | Modena          | B               | 42         | 0          | 42     | 0      |
| 1950-1951       | Modena          | B               | 38         | 4          | 38     | 4      |
| Totale Modena   | Totale Modena   | Totale Modena   | 153        | 9          | 153    | 9      |
| 1951-1952       | Milan           | A               | 16         | 0          | 16     | 0      |
| 1952-1953       | Udinese         | A               | 29         | 2          | 29     | 2      |
| 1953-1954       | Udinese         | A               | 34         | 5          | 34     | 5      |
| 1954-1955       | Udinese         | A               | 31         | 5          | 31     | 5      |
| 1955-1956       | Udinese         | B               | 33         | 6          | 33     | 6      |
| 1956-1957       | Udinese         | A               | 28         | 4          | 28     | 4      |
| 1959-1960       | Udinese         | A               | 26         | 2          | 26     | 2      |
| 1960-1961       | Udinese         | A               | 3          | 0          | 3      | 0      |
| Totale Udinese  | Totale Udinese  | Totale Udinese  | 184        | 24         | 184    | 24     |
| 1957-1958       | Roma            | A               | 34         | 0          | 34     | 0      |
| 1958-1959       | Roma            | A               | 13         | 0          | 13     | 0      |
| Totale Roma     | Totale Roma     | Totale Roma     | 48         | 0          | 48     | 0      |
| Totale carriera | Totale carriera | Totale carriera | 401        | 33         | 401    | 33     |

### Cronologia presenze e reti in nazionale
| Cronologia completa delle presenze e delle reti in nazionale ― Italia | Cronologia completa delle presenze e delle reti in nazionale ― Italia | Cronologia completa delle presenze e delle reti in nazionale ― Italia | Cronologia completa delle presenze e delle reti in nazionale ― Italia | Cronologia completa delle presenze e delle reti in nazionale ― Italia | Cronologia completa delle presenze e delle reti in nazionale ― Italia | Cronologia completa delle presenze e delle reti in nazionale ― Italia | Cronologia completa delle presenze e delle reti in nazionale ― Italia |
| Data                                                                  | Città                                                                 | In casa                                                               | Risultato                                                             | Ospiti                                                                | Competizione                                                          | Reti                                                                  | Note                                                                  |
| --------------------------------------------------------------------- | --------------------------------------------------------------------- | --------------------------------------------------------------------- | --------------------------------------------------------------------- | --------------------------------------------------------------------- | --------------------------------------------------------------------- | --------------------------------------------------------------------- | --------------------------------------------------------------------- |
| 30-3-1955                                                             | Stoccarda                                                             | Germania Ovest                                                        | 1 – 2                                                                 | Italia                                                                | Amichevole                                                            | -                                                                     |                                                                       |
| 29-5-1955                                                             | Torino                                                                | Italia                                                                | 0 – 4                                                                 | Jugoslavia                                                            | Coppa Internazionale                                                  | -                                                                     |                                                                       |
| Totale                                                                |                                                                       | Presenze                                                              | 2                                                                     |                                                                       | Reti                                                                  | 0                                                                     |                                                                       |

## Palmarès

### Giocatore

#### Competizioni nazionali
- Serie B: 1

Udinese: 1955-1956